# Зональний
Зона́льний (рос. Зональный) — селище у складі Горноуральського міського округу Свердловської області.
Населення — 436 осіб (2010, 431 у 2002).
Національний склад станом на 2002 рік: росіяни — 91 %.